# Gouvernement Conille II
Pour les articles homonymes, voir Gouvernement Garry Conille.
République d’Haïti
Henry Fils-Aimé
Le gouvernement Garry Conille est le gouvernement d'Haïti du 03 juin au 11 novembre 2024. Garry Conille  avait déjà été premier ministre le 18 octobre 2011 au 16 mai 2012 sous la présidence de Michel Martelly.

## Historique

### Formation
Garry Conille est nommé Premier ministre d'Haïti le 28 mai 2024 par le coordonnateur du Conseil présidentiel de transition Edgard Leblanc Fils. Le gouvernement est installé le 12 juin 2024.
L'équipe gouvernementale comprend quatorze ministres, dont quatre femmes pour dix-huit ministères. L'équipe est resserrée autour du Premier ministre Garry Conille, ce dernier exerce également la fonction de ministre de l'Intérieur.

## Composition
La composition est la suivante.
| Portefeuille | Titulaire | Titulaire                         | Parti |
| --- | --------- | --------------------------------- | ----- |
| Premier ministre Ministre de l'Intérieur et des Collectivités territoriales                                        |           | Garry Conille                     | SE    |
| Ministre de la Justice et de la Sécurité publique                                                                  |           | Carlos Hercule                    | SE    |
| Ministre des Affaires étrangères et des Cultes Ministre des Haïtiens vivant à l’étranger                           |           | Dominique Dupuy                   | SE    |
| Ministre de l'Économie et des Finances Ministre de la Planification et de la Coopération externe                   |           | Ketleen Florestal                 | SE    |
| Ministre de l'Agriculture, des Ressources naturelles et du Développement rural                                     |           | Vernet Joseph                     | SE    |
| Ministre des Travaux publics, des Transports et de la Communication                                                |           | Raphael Hosty                     | SE    |
| Ministre du Commerce et de l'Industrie Ministre du Tourisme                                                        |           | James Monazard                    | SE    |
| Ministre de l'Environnement                                                                                        |           | Moïse Jean-Pierre Fils            | SE    |
| Ministre de l'Éducation Nationale et de la Formation professionnelle Ministre de la Culture et de la Communication |           | Antoine Augustin                  | SE    |
| Ministre des Affaires sociales et du Travail                                                                       |           | Georges Wilbert Franck            | SE    |
| Ministre de la Santé publique et de la Population                                                                  |           | Georges Fils Brignol              | SE    |
| Ministre à la Condition féminine et aux Droits de la Femme                                                         |           | Marie-Françoise Suzan             | SE    |
| Ministre de la Jeunesse, des Sports et de l'Action civique                                                         |           | Niola Lynn Sarah Devalis Octavius | SE    |
| Ministre de la Défense                                                                                             |           | Jean Marc Berthier Antoine        | SE    |